# Klobikau
Klobikau is een plaats in de Duitse deelstaat Saksen-Anhalt, en maakt sinds het 1-1-2008 deel uit van de stad Bad Lauchstädt in de Landkreis Saalekreis. Tot die datum was Klobikau een gemeente. Klobikau telt 601 inwoners.

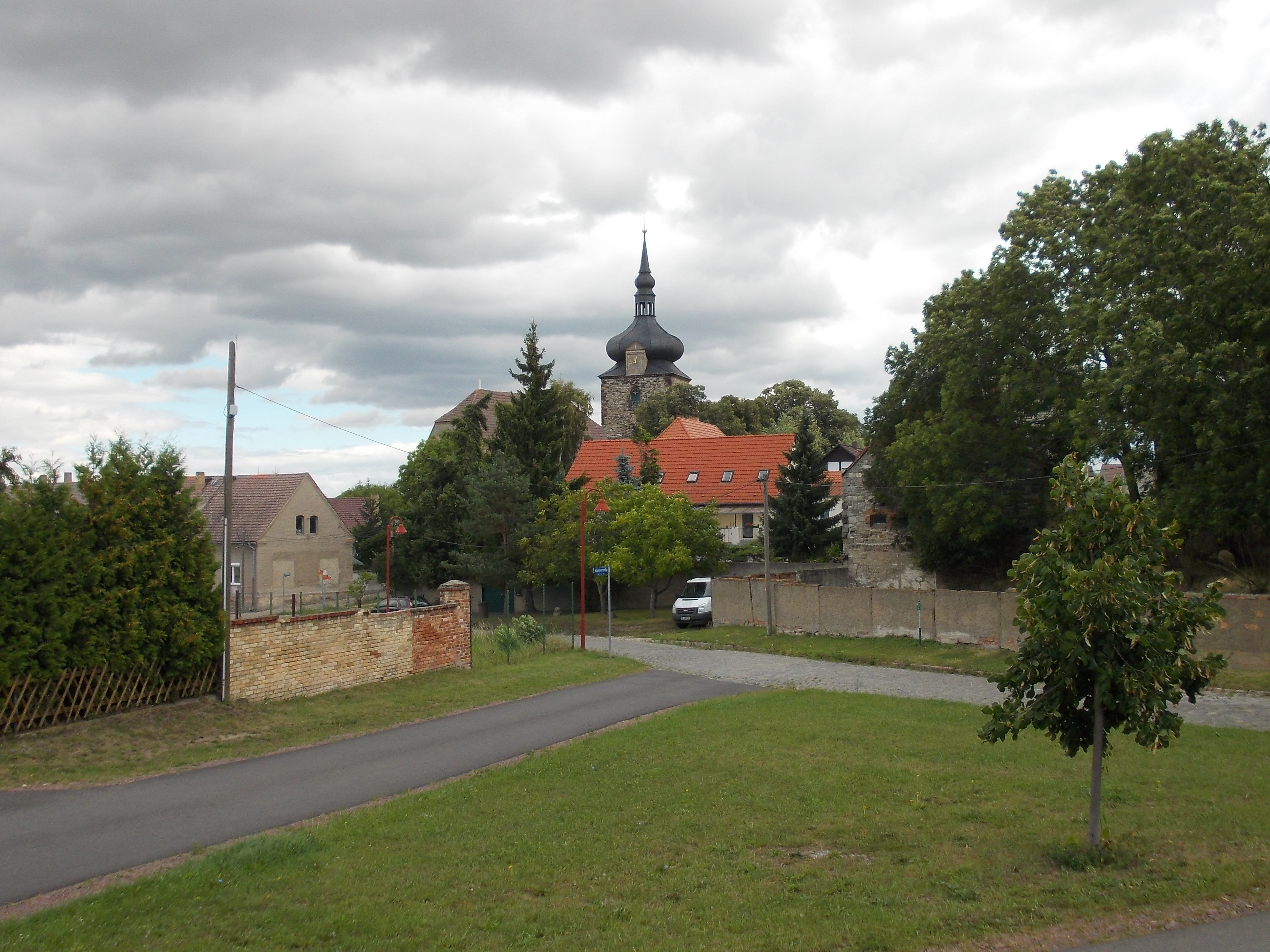
Kerk van Nieder Klobikau
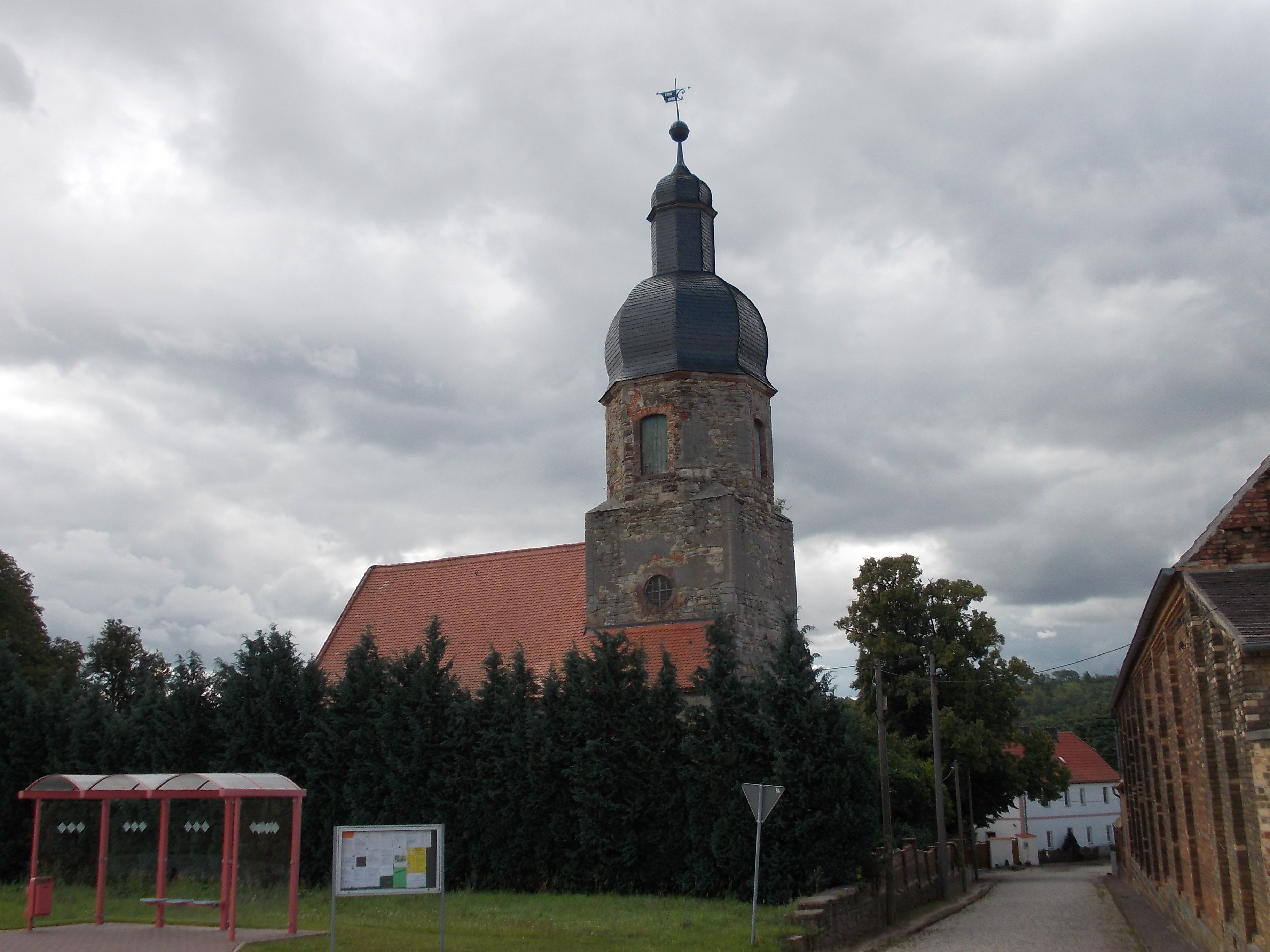
Kerk van Ober Klobikau